# Vireo modestus
Vireo modestus là một loài chim trong họ Vireonidae.